# Vegyes 3 méteres szinkronugrás a 2017. évi nyári universiadén
A 2017. évi nyári universiadén a műugrás vegyes szinkron 3 méteres versenyszámát augusztus 22-én rendezték a University of Taipei (Tianmu) Shih-hsin Hallban.
A versenyszámot a mexikóiak párosa, Adan Zúñiga és Arantxa Chávez nyerte, megelőzve az uránokat és az olaszok csapatát.

## Versenynaptár
Az időpontok helyi idő szerint olvashatóak (GMT +08:00):
| Dátum                     | Időpont | Forduló |
| ------------------------- | ------- | ------- |
| 2017. augusztus 22., kedd | 16:15   | Döntő   |

## Eredmény
| #  | Ország      | Név                                                        | Pontok |
| -- | ----------- | ---------------------------------------------------------- | ------ |
|    | Mexikó      | Adan Zúñiga Ornelas / Arantxa Chávez                       | 302,01 |
|    | Ukrajna     | Sztaniszlav Olifercsuk / Viktorija Keszar                  | 284,64 |
|    | Olaszország | Laura Bilotta / Gabriele Auber                             | 277,14 |
| 4  | USA         | Grayson Campbell / Meghan O’Brien                          | 274,20 |
| 5  | Japán       | Murakami Kazuki / Enomoto Haruka                           | 267,18 |
| 6  | Oroszország | Marija Poljakova / Viktor Minibajev                        | 266,49 |
| 7  | Németország | Jana-Lisa Rother / Frithjof Seidel                         | 265,20 |
| 8  | Dél-Korea   | Kim Nami (Kim Nami) / Kim Jongnam (Kim Yeong-nam)          | 263,82 |
| 9  | Észak-Korea | Rim Kumszong (Rim Kum Song) / Cshö Ungjong (Choe Un Gyong) | 255,66 |
| 10 | Tajvan      | Laj Jü-jen (Lai Yu-Yen) / Lin Jün-ti (Lin Yun-Di)          | 177,51 |